# سكر زيادة (مسلسل)
سكر زيادة مسلسل كوميدي مصري، من بطولة نادية الجندي ونبيلة عبيد وسميحة أيوب وهالة فاخر ومن إخراج وائل إحسان. ويُعد المسلسل أول عمل يجمع بين نادية الجندي ونبيلة عبيد، بعد سنوات تنافسهما على شباك التذاكر في الثمانينات والتسعينات.
المسلسل مقتبس من المسلسل الأميركي ذا غولدن غيرلز (فتيات من ذهب) الذي عُرض عام 1985 وحتى 1992.

## قصة المسلسل
تدور أحداث المسلسل في اطار كوميدي حول عصمت وكريمة وجميلة، ثلاث سيدات يقعن ضحايا لعملية نصب بسبب فيلا قررن شرائها، وعليهن الآن التعايش مع الوضع الراهن في السكنى في نفس الفيلا، أو أن تحظى إحداهن دون الأخرى في الاستحواذ على الفيلا.

## طاقم العمل

### بطولة
- نادية الجندي: (عصمت)
- نبيلة عبيد: (كريمة)
- سميحة أيوب: (فوزية)
- هالة فاخر: (جميلة)
- مي الغيطي: (مي)

### ضيوف شرف
- طارق عبد العزيز: (ضيف شرف)
- أميرة هاني: (منار)
- هنادي مهنا: (علا - ضيفة)
- إنجي علي: (ضيفة شرف)
- مصطفى أبو سريع: (إياد)
- أحمد السقا: (ضيف شرف)
- أحمد فهمي: (ضيفة شرف)
- جومانا مراد: (ضيفة شرف)
- شريف سلامة: (ضيف شرف)
- بيار داغر: (ضيف شرف)
- خالد أنور: (ضيف شرف)
- فرح عمرو : (ضيفة شرف)
- عبد الباسط حمودة: (ضيف شرف)
- لقاء الخميسي: (ضيفة شرف)
- حمدي الميرغني: (ضيف شرف)
- ويزو: (ضيفة شرف)
- مايان السيد: (ضيفة شرف)
- روجينا: (ضيفة شرف)
- بيومي فؤاد: (كمال - ضيف شرف)
- أحمد جمال سعيد: (ضيف شرف)
- سليمان عيد: (ضيف شرف)
- بدرية طلبة: (ضيفة شرف)
- محمد عادل: (ضيف شرف)

## الاستقبال النقدي
رأى الناقد الفني طارق الشناوي أن المسلسل ملئ بالمشاكل الفنية منها السيناريو القائم على الدفع في كل حلقة بشخصية جديدة لكسر حالة الملل. وكذلك "الإيقاع سيئ جداً وقاتل للكوميديا"، والمعتمد على "الإيفيهات" الموزعة بالتساوي بين الجندي وعبيد. ورأى نقاد موقع مدى مصر أن المسلسل قدم "كوميديا قديمة وسخيفة وباهتة، تعتمد على مفارقات وإكليشيهات محفوظة، ومقالب ساذجة.